# Pokrovsk
Pokrovsk (ukrainska: Покровськ lyssna (fil), ryska: Покровск, 1938−2016: Krasnoarmijsk, före 1938: Grisjino) är en stad i Donetsk oblast i östra Ukraina. Staden beräknades ha 60 127 invånare i januari 2022.